# Bernhard Lichtenberg
Bernhard Lichtenberg (Oława, 3 dicembre 1875 – Hof, 5 novembre 1943) è stato un presbitero tedesco, che protestò, personalmente e con l'esercizio della propria funzione pastorale, contro il nazismo per i provvedimenti persecutori presi contro gli ebrei oltre che per gli assassini degli ammalati mentali secondo il programma di eutanasia imposto dalle autorità. Papa Giovanni Paolo II lo ha beatificato il 23 giugno 1996.

## Biografia
Bernhard Lichtenberg nacque il 3 dicembre 1875 a Ohlau, una cittadina a circa 30 chilometri a sud-est di Breslavia nella Bassa Slesia, allora prussiana. Suo padre era commerciante e lui era il più grande di cinque fratelli. La sua famiglia apparteneva alla minoranza cattolica in una città prevalentemente protestante. Dopo gli studi superiori presso il Gymnasium della sua città entrò in seminario per seguire la sua la vocazione sacerdotale.
Studiò quindi teologia a Breslavia e Innsbruck e nel 1899 fu ordinato sacerdote. Fu inviato a seguire il suo ministero a Charlottenburg, un quartiere di Berlino. Sono gli anni (1913-1920) in cui Lichtenberg è impegnato nel partito cattolico, come rappresentante dell'Assemblea distrettuale di Charlottenburg e poi come membro del parlamento regionale.
Dopo la prima guerra mondiale, in cui prestò servizio come cappellano militare, Lichtenberg diventò membro dell'"Associazione per la Pace di cattolici tedeschi" ("Friedensbund Deutscher Katholiken") e nel 1929 fu eletto nel consiglio direttivo del gruppo di lavoro inter-confessionale del "Gruppo per la Pace" ("Arbeitsgemeinschaft der für den Frieden Konfessionen"). Il suo impegno per la Pace lo porta a schierarsi apertamente contro il clima di fervore bellico che si respirava in quegli anni in Germania, e in particolare a Berlino. Nel 1931 Lichtenberg firma un documento in cui si invitavano i cattolici ad assistere alla proiezione della versione cinematografica di Niente di nuovo sul fronte occidentale di Erich Maria Remarque. Si trattava di un film con un chiaro messaggio pacifista e anti- bellico e il gesto gli costò un feroce attacco da parte di Joseph Goebbels.
Nel 1932 fu chiamato a ricoprire l'incarico di rettore della Cattedrale di Sant'Edvige.
Il 31 marzo 1933, due mesi dopo che il regime nazista aveva preso il potere in Germania, Lichtenberg si fa portavoce delle istanze richieste dalla comunità ebraica di Berlino.

## Il pensiero

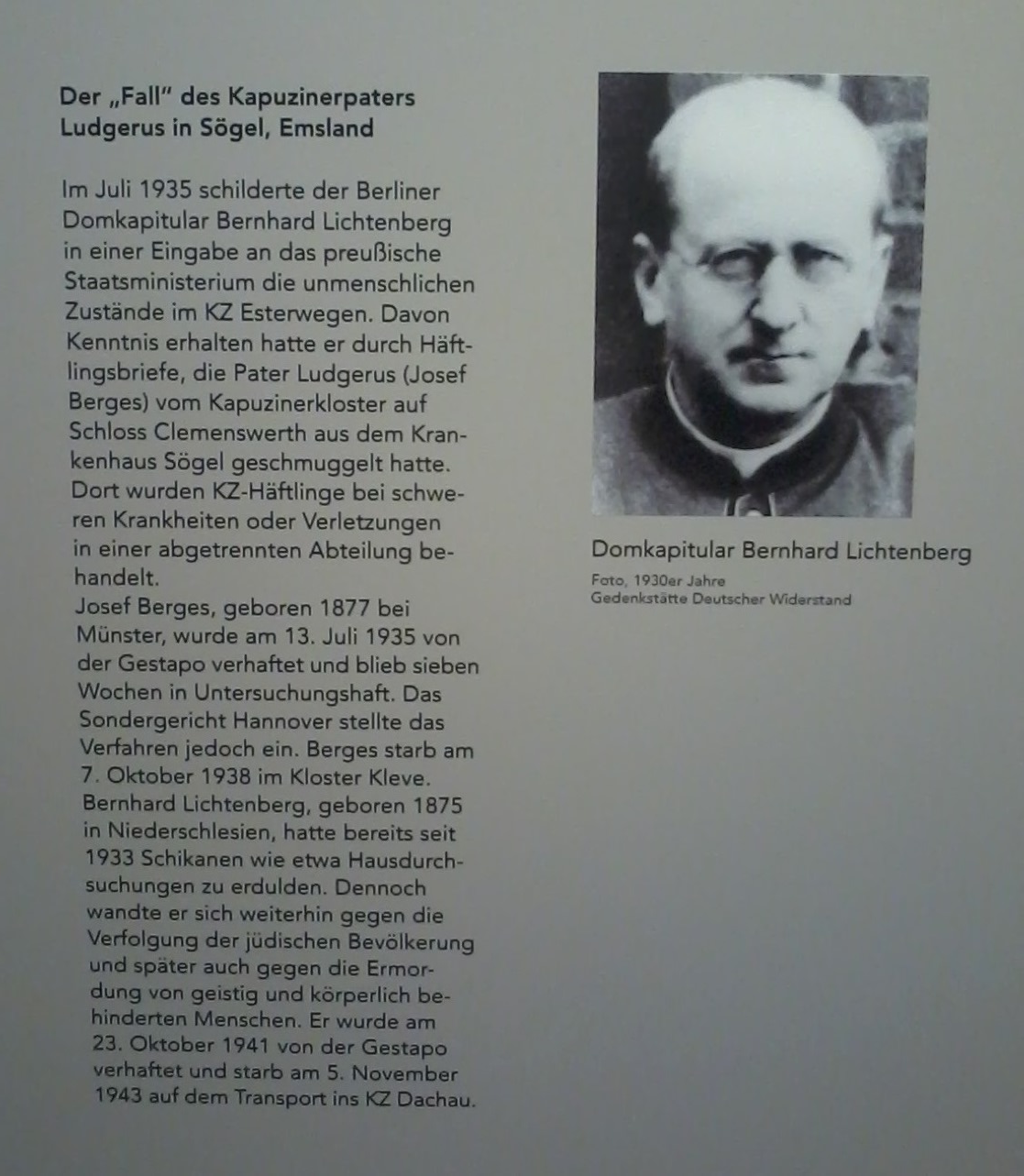
Lapide per Bernhard Lichtenberg nel campo di concentramento di Emslandlager

Lichtenberg, in netto contrasto con la maggior parte delle istituzioni politiche e sociali del suo tempo, riteneva che un sacerdote cattolico fosse tenuto ad aiutare qualsiasi persona si trovasse minacciata di morte indipendentemente dal suo credo religioso. Così aiutò la sua comunità parrocchiale a prendere coscienza del meccanismo che, progressivamente, veniva a privare gli ebrei dei loro diritti civili ed umani.
L'attività di sensibilizzazione nei confronti della popolazione ebraica assunse una definizione più istituzionale nel mese di agosto 1938, quando Lichtenberg venne messo a capo dell'Ufficio di Soccorso dell'episcopato di Berlino; questo organismo, già a quel tempo, assisteva infatti molte persone di origine ebraica ad emigrare dal Terzo Reich.
La notte tra il 9 e il 10 novembre 1938 la famosa Kristallnacht fu duramente giudicata da Lichtenberg che pubblicamente e senza paura alzò la voce contro la brutalità nazista, dal pulpito della cattedrale di Sant'Edvige.
Da quella sera e fino al 23 ottobre 1941, giorno del suo arresto, Lichtenberg continuò a pregare dal suo pulpito per e con gli ebrei come pure per tutte le altre vittime del regime nazista.
Dopo lo scoppio della seconda guerra mondiale, il suo impegno a favore dei perseguitati si intensificò fino a portarlo allo scontro diretto con i vari organismi del partito nazionalsocialista. Arrivò anche a firmare una richiesta di revisione delle disposizioni previste dall'ordinanza del 14 dicembre 1939 circa l'utilizzo dei rifugi antiaerei.
In più occasioni manifestò pubblicamente la propria ferma opposizione contro le deportazioni naziste verso i campi di sterminio. La sua canonica fu sottoposta a perquisizione il 23 ottobre 1941 e furono sequestrati alcuni scritti che Lichtenberg aveva composto per l'omelia della domenica successiva. Il sacerdote aveva realizzato lo scritto in risposta ad un volantino diffuso dalla propaganda nazista e a firma di Goebbels, in cui si intimava ai tedeschi di non offrire alcun aiuto agli ebrei, neanche sotto forma di amichevole relazione umana. Fu quindi arrestato con l'accusa di attività sovversiva.

## Arresto e condanna
Durante il suo interrogatorio, Lichtenberg si rifiutò di ritrattare quanto aveva scritto. Affermò con chiarezza che la visione dell'uomo e della storia presente nell'ideologia nazista era inconciliabile con il cristianesimo e che essendo un sacerdote cattolico era per lui un dovere opporvisi.
Nel maggio del 1942, il tribunale distrettuale di Berlino lo condannò a due anni di reclusione a causa della sua predicazione definita di alto tradimento al regime nazista. Fu rinchiuso nel carcere di Tegel, dove ricevette la visita del Vescovo di Berlino, Konrad von Preysing Lichtenegg Moos (uno dei vescovi, insieme a Clemens von Galen tra i più forti oppositori al regime nazista all'interno della Conferenza Episcopale Tedesca), che gli presentò la proposta della Gestapo che gli avrebbe permesso di rimanere libero, se avesse giurato di astenersi dal predicare per tutta la durata della guerra. Lichtenberg chiese invece di poter accompagnare i deportati ebrei e cristiani, al fine di servire in questo ministero pastorale.
Di fronte all'opposizione irriducibile di Lichtenberg, il servizio di sicurezza nazista ordinò il suo internamento, a 67 anni, nel campo di concentramento di Dachau. Durante il viaggio per la deportazione al campo, nei pressi di Hof, si ammalò gravemente e morì per gli stenti, il 5 novembre 1943.
È sepolto nella Cattedrale di Sant'Edvige.

## Riconoscimenti
Il 23 giugno 1996 è stato beatificato da papa Giovanni Paolo II.
Il 7 luglio 2004 Yad Vashem ha riconosciuto Bernhard Lichtenberg Giusto tra le Nazioni.

## Culto
Dal Martirologio romano:
"Presso la cittadella di Hof in Germania, ricordo del Beato Bernardo Lichtenberg, presbitero e martire, che, mentre da un regime tirannico venivano offesi Dio e la dignità degli uomini, denunciò pubblicamente gli internamenti e le crudeli vessazioni di cui erano vittime gli Ebrei: per questo venne egli stesso arrestato e destinato all'internamento nel campo di sterminio di Dachau; morì impavido per Cristo nel corso della deportazione, sfiancato dai tormenti patiti."
La sua memoria liturgica si celebra il 5 novembre.

### Musica
- Mottetto: Psalm 59. Mit zwei Meditationen von Bernhard Lichtenberg. Soprano solo, Coro, organo e strumenti di Helge Jung, Berlin 1988.
- Canzone: Dein Volk die dunklen Zeiten. Testo e melodia: Florian Wilkes, Berlin 1995.
- Canzone: Laßt uns den sel'gen Bernhard loben. Testo: Josef Steiner, Berlin 1996. Melodia: Loys Bourgeois 1551. In: Diözesananhang zum Gotteslob des Erzbistums Berlin.
- Cantata: Wer glaubt kann widerstehn. Bernhard-Lichtenberg-Kantate. Coro (SATB) e strumenti di Ludger Stühlmeyer, Hof 1999. UA: 31. ottobre 1999, ZDF, conzertocoro der Hofer Symphoniker, Leitung: Gottfried Hoffmann.
- Canzone: Gepriesen bist du, herrlicher Gott, für Bernhard, den seligen Priester. Testo: Prelato Alois Albrecht, Melodia: Ludger Stühlmeyer, Hof 2012.
- Vespri: Ludger Stühlmeyer (testo e musica), Gerechter unter den Völkern. Vesper zu Ehren des seligen Bernhard Lichtenberg. Mit einer Biografie und Zitaten. Geleitwort von Nuntius Eterovic. Verlag Sankt Michaelsbund, München 2017, ISBN 978-3-943135-90-9.[10]

### Libri
- Brenda Gaydosh: Bernhard Lichtenberg. Roman Catholic Priest and Martyr of the Nazi Regime, Lanham: Lexington, 2017.
- Ludger Stühlmeyer, Barbara Stühlmeyer: Bernhard Lichtenberg. Ich werde meinem Gewissen folgen. Topos plus Verlagsgemeinschaft Kevelaer 2013, ISBN 978-3-8367-0835-7.
- Gotthard Klein: Seliger Bernhard Lichtenberg, Regensburg: Schnell & Steiner, 1997.
- Erich Kock: Er widerstand. Bernhard Lichtenberg. Dompropst bei St. Hedwig, Berlin, Berlin: Morus, 1996.
- Otto Ogiermann: Contro il Nazismo. Un Martire Cristiano. Bernhard Lichtenberg, prevosto del duomo di Sant’Edvige a Berlino. Prefazione di Carlo Manziana, Brescia: Morcelliana, 1974.